# Kathleen Norris
 (novembre 2016).
Si vous disposez d'ouvrages ou d'articles de référence ou si vous connaissez des sites web de qualité traitant du thème abordé ici, merci de compléter l'article en donnant les références utiles à sa vérifiabilité et en les liant à la section « Notes et références ».
Kathleen Thompson Norris (née le 16 juillet 1880 – morte le 18 janvier 1966) dans la même ville de San Francisco, est une écrivaine et une chroniqueuse américaine qui connut une popularité exceptionnelle. 
Pendant 50 ans, de 1911 à 1959, elle est une des écrivaines les plus lues et les mieux payées des États-Unis. Ses récits sont parus dans the Atlantic, The American Magazine, McClure's, Everybody's, Ladies' Home Journal et Woman's Home Companion. Elle écrit 93 romans dont plusieurs sont des best sellers. Elle a recours à la fiction pour promouvoir des valeurs telles que la sainteté du mariage, la noblesse de la maternité et l'importance d'aider les autres. À son décès, on souligne son engagement pour le féminisme et pour la paix.

## Biographie
Norris naît et meurt à San Francisco en Californie. Elle est la fille de Josephine (née Moroney) et de James Alden Thompson. Elle n'a que 19 ans lorsque ses parents décèdent. Aînée de la famille, elle hérite de la responsabilité de ses frères et sœurs. Elle doit assurer la subsistance de cette grande famille en travaillant dans un magasin, puis dans un bureau de comptable et, enfin, dans une bibliothèque (Mechanic's Institute Library). 
Elle écrit quelques nouvelles, puis elle s'inscrit en 1905 dans un programme d'écriture créative à l'Université Berkeley en Californie. 
En septembre 1906, le journal San Francisco Call, publie quelques-unes de ces histoires et l'engage pour rédiger une chronique sociale. C'est à cette époque qu'elle rencontre Charles Gilman Norris (dont le frère aîné est le célèbre romancier Frank Norris), et ils tombent rapidement amoureux. Il quitte pour New York et devient l'éditeur d'un magazine d'art (The American Magazine). Après huit mois de correspondance quotidienne et une amélioration de la situation financière de sa famille, elle le rejoint et ils se marient en avril 1909. 
Elle recommence à écrire des nouvelles, qui paraissent dans les journaux et dans les magazines à partir de 1910. Charles devient l'agent littéraire de Kathleen, un rôle qu'il tiendra toute sa vie. Il prend également en charge la gestion des affaires familiales alors que sa popularité comme auteur devient de plus en plus grande. 
Elle écrit son premier roman, Mother, peu après la naissance de son premier enfant. Cette œuvre apparaît d'abord comme une nouvelle dans The American Magazine en 1911. Un éditeur lui demande d'en faire un petit roman qui devient un succès national, et la célébration des grandes familles qu'elle y dépeint lui vaut un hommage de la part de Theodore Roosevelt. Elle écrit A devout Catholic à la façon d'un commentaire contre le contrôle des naissances qui influence de plus en plus l'attitude des femmes à l'endroit de la maternité. Dans son roman de 1914, Saturday's Child, reçoit une longue critique favorable de William Dean Howells, qui remarque la sensibilité qu'elle démontre à l'égard des enjeux de classes. 
Norris s'implique dans de nombreuses causes sociales, comme le suffrage des femmes, la prohibition, le pacifisme, et des organisations d'aide aux enfants et aux pauvres. 
Plusieurs de ses romans sont adaptés au cinéma, dont My Best Girl (1927), The Callahans and the Murphys (1927), Passion Flower (1930), et Change of Heart (1934), basé sur son roman Manhattan Love Song. 
Certains des romans sont également adaptés pour des séries à la radio, By Kathleen Norris, ce qui a fait d'elle « la première écrivaine nationale dont les œuvres ont été accessibles aux auditeurs par le bais d'un programme quotidien ». Cette émission, produite par Phillips Lord, a été diffusée par CBS du 9 octobre 1939 au 26 septembre 1941.

## Famille
En 1919, la famille déménage dans un ranch situé sur les monts Santa Cruz, près de Saratoga en Californie. Ils bâtiront une maison à Palo Alto et ils passent leurs été au ranch. La sœur de Kathleen, Teresa, meurt en 1919 et celle-ci se battra pour obtenir la garde de ses deux nièces et de son neveu, Rosemary, Kathleen Anne et James Benét.
Sa petite-fille, Kathleen Norris (1935-1967) était la seconde épouse du prince Andreï Andreïevitch de Russie.

## Œuvres (sélection)
- Mother (1911; nouvelle édition 1913)
- The Rich Mrs. Burgoyne (1912)
- Poor Dear Margaret Kirby (1913)
- The Treasure (1914)
- Saturday's Child (1914)
- The Story Of Julia Page (1915)
- The Heart of Rachael (1916)
- Martie the Unconquered (1917)
- Josselyn's Wife (1918)
- Harriet and the Piper (1920)
- The Beloved Woman (1921)
- Certain People of Importance (1922)
- Lucretia Lombard (1922)
- Little Ships (1925)
- Hildegarde (1926)
- The Sea Gull (1927)
- The Foolish Virgin (1927)
- Younger Sister (1928)
- Home (1928)
- The Love of Julie Borel (1930)
- Second Hand Wife (1932)
- Maiden Voyage (1934)
- Beauty's Daughter (1935), adapté du film Navy Wife
- Shining Windows (1935)
- Bread into Roses (1936)
- Secret Marriage (1936)
- Over at the Crowleys (1941)
- The Venables (1941)
- Through A Glass Darkly (1955)

## Adaptations au cinéma
Lucretia Lombard a été adapté en 1923 par Jack Conway.